# Christoph Felgenhauer
Christoph Felgenhauer (* vor 1604; † 30. November 1639) war ein aus den Niederlanden stammender Kaufmann, der im Kurfürstentum Sachsen als Unternehmer, kursächsischer Kammerrat und Floßdirektor tätig wurde und dadurch mehrere Rittergüter erwerben konnte.

## Leben
Christoph Felgenhauer trat in die sächsische Kammer-Kanzlei ein, worauf er 1604 zum Kammer-Sekretär und 1606 zum Geheim-Sekretär ernannt wurde. 1612 erhielt er die Stelle des Geheimen Rent-, Land-, und Oberkammermeisters. 1616 übertrug man ihm den Posten über das gesamte Kammerwesen. 1624 wurde er von Ferdinand II. in den erblichen Adelsstand erhoben und begründete damit die Adelsfamilie Felgenhauer von und zu Riesa. Er besaß die Rittergüter in Hirschstein, Riesa (seit 1621), Emseloh, Branderoda (ab 1630) und Zscheiplitz (bis 1630).
Zudem war Felgenhauer ab 1610 am Messingwerk Niederauerbach beteiligt. Der dortigen Rodewischer Kirche stiftete er ein „köstlich schönes Meßgewandt, gelb, grün und schwarz mit Silber und Gold gesticket“. Niedergeschrieben ist das in der örtlichen Turmknaufurkunde von 1645.

## Familie
Christoph Felgenhauer hinterließ als Erben die Kinder Christoph, Magdalena, Magdalena Sibylla (später verheiratet mit dem Oberst Pegau), Maria Elisabeth und die Enkel Wolf Christoph und Christian Friedrich, die Kinder seiner verstorbenen Tochter Christiane.